# Srnetica
 Ovo je glavno značenje pojma Srnetica. Za planinu u Bosni pogledajte Srnetica (planina).
Srnetica je naseljeno mjesto u općini Istočni Drvar, Republika Srpska, BiH.

## Zemljopis
Nalazi se posred planine Klekovače, više od 1000 metara nadmorske visine. 

## Povijest
Do potpisivanja Daytonskog mirovnog sporazuma bilo je u sastavu općine Drvar koja je ušla u sastav Federacije BiH. Veći dio naselja je u općini Istočnom Drvaru, tik uz granicu s općinom Bosanskim Petrovcem. 
Dobila je na važnosti s austro-ugarskim oslobađanjem BiH. S Austro-Ugarskom došla su inozemna ulaganja u industriju, šumarstvo i željezničku infrastrukturu. Srnetica je postala važna kao čvorište uskotračne željeznice Steinbeisbahna, čijom trasom danas djelimice prolaze granice općina. Razvio se kao radnički gradić. Bio je jedna od radničkih kolonija Šipada i počeo je nicati pred početak Prvog svjetskog rata, kad je građena pruga kojom je povezana sa svijetom. Srnetička uskotračna pruga nije bila kao kod Ćire koji je bio na razmaku među tračnica od 66 cm, nego je bila 12 cm šira.
Razvitku mjesta pridonijeli su radnici iz Hrvatske i Slovenije s kojima je u gradić stigla rad i disciplina, zajedno s onim drugim koji su poveći dio radnog staža proveli na radu u Njemačkoj i Švicarskoj. Svake prve subote u mjesecu stizale su plaće u isto vrijeme i radnici nikad nisu bili prevareni, niti zakinuti makar za mali dio. U katoličkoj hijerarhiji pripadala je župi Drvaru. 1929. godine u Srnetici je djelovalo povjerenstvo HKD Napretka. Srnetica je upravno pripadala Ključu. Knez je gazdovao na Bravsku i sve do 1941. godine obnašao je tu dužnost i u Srnetici. Prometnom i strateškom značaju pridonosila je jednaka udaljenost od Strmice, Jajca i Prijedora. U bivšoj Jugoslaviji Srnetica je sve do 1976. godine bila je željezničko čvorište na najvišoj nadmorskoj visini. Poslovanje je bilo živo. Sve do gašenja pruge svakog je dana prolazilo je kroz Srneticu na više desetaka putničkih i teretnih vagona. Prolazili su svakih pola sata. Vlakom je bio dostupna iz Zagreba, Sarajeva, Ljubljane i Beograda. Redovno je dolazio dnevnik tisak iz svih glavnih gradova republika bivše Jugoslavije. Gradić je imao život i prateću infrastrukturu. Djelovala je osnovna škola, ambulanta i kino-dvorana. Sadržaj u kinima bio je aktualan, što je bilo u Sarajevu, sutradan je bilo u Srnetici. U školu je išlo po pedesetak učenika, najviše djeca željezničara i šumskih radnika. Bila je i pravoslavna crkva sv. Jurja, čije je temelje teško pronaći danas. Srnetica je imala korzo, plesove, razvijen zabavni život, razvijene obrte kod kojih su dolazile stranke iz Knina i Drvara, ljekarnu opremljeniju od beogradske, tri liječnika te nešto poslije i nogometni klub Željezničar koji je igrao u oblasnoj ligi Banje Luke, 4. ligi.1961. godine u Srnetici je živjelo 636 stanovnika, većinom Srba. Uz Drvar, bilo je jedino naselje u drvarskoj općini sa značajnim udjelom Hrvata, kojih je bilo 46. Isto je bilo 1971. godine kad je na popisu od 487 stanovnika, većinom Srba, zabilježeno 20 Hrvata te 43 Muslimana. Muslimana je u drvarskoj općini bilo u značajnijem broju u Drvaru, Srnetici, Potocima i Gruborskom Naslonu. Do ukidanja pruge 1976. godine u radničkom gradu živjelo je oko 3.500 stanovnika, stalnih i na radu u Srnetici. Ukidanjem pruge naselje je naglo opustjelo. Tada su mnogio napustili Srneticu i mnogi su se odselili u Prijedor. 1981. u Srnetici je bilo tek 11 stanovnika, 8 Srba i 3 Hrvata. Pruga je bila važna i za Drvar, jer desetljeće nakon ukidanja pruge Drvar je pao s 22.000 na 16.500 stanovnika. Naselje je raspad Jugoslavije dočekalo pusto. Sve su zgrade nagrizene vremenom i mnoge su ruševne. Nestankom čovjeka iz urušenih kuća izrastaju jele i smreke, prevladavajuća stabla ovog kraja.
Do mjesta se danas može doći tek uskim šumskim putem R410. Planira se obnoviti uskotračnu prugu Srnetica - Mliništa - Šipovo, što bi imalo ekonomsku, turističku i ekološku opravdanost. Prvo bi se postavila pruga Srnetica - Potoci, a u drugoj fazi Mliništa - Šipovo - Jezero. Osnovana je udruga za obnovu pruge. Planira se da se krak pruge od Srnetice produži od lokaliteta Vrletina i da se prugom Srnetica poveže sa Šipovom, objekt gdje će se smjestiti ljude i dalekovod iz Uvale do Srnetice. Zbog postojeće vode naselje bi imalo mogućnosti turističkog razvitka.

## Stanovništvo

### Popisi stanovništva
1961. godine po popisu u Srnetici je živjelo 636 stanovnika, od čega:
- 439 Srba
- 46 Hrvata
- 145 Jugoslavena
- ostali

1971. godine po popisu u Srnetici je živjelo 487 stanovnika, od čega:
- 424 Srba
- 20 Hrvata
- 43 Muslimana

1981. godine po popisu u Srnetici je živjelo 11 stanovnika, od čega:
- 8 Srba
- 3 Hrvata

Nacionalni sastav stanovništva 1991. godine, bio je sljedeći:
ukupno: 1
- Srbi - 1 (100%)

Prema popisu iz 2013. godine bilo je bez stanovnika.

## Vanjske poveznice
- Satelitska snimka  Arhivirana inačica izvorne stranice od 21. ožujka 2021. (Wayback Machine)